# Al Aroui
Al Aroui (en berbère : Aɛarwi/ⴰⵄⵔⵡⵉ , en arabe : العروي), connue aussi sous le nom d'Aroui ou de Mont-Arouit, est une ville située dans la région tribale des Beni Bou Yahyi, dans le Rif, à 14 km de Nador.
Aroui est reliée à Nador par une route à double voie (N 15). La ville est connue pour son aéroport et son marché hebdomadaire du dimanche.

## Économie
L'aéroport international d'Al Aroui implanté à proximité de la ville, contribue à son essor économique.
Plusieurs activités économiques réaniment la ville, entre autres, le secteur tertiaire, l'agriculture, le commerce légal et la contrebande, vu la situation géographique proche du préside de Melilla (45 km) et de l'Algérie (91 km), ce qui fait de Aroui, un point de passage obligé qui relie les transactions commerciales entre le Rif, et le reste du Maroc.
Le marché hebdomadaire du dimanche est l'un des plus grands marchés de la région.

## Personnalités
- Maître Mohamed El Kaddouri, grand avocat, connu pour avoir défendu entre autres, Mounir Erramach.
- Shaykh Mohamed Fawzi Al Karkari, maître spirituel de la voie musulmane soufie Tariqa Karkariya.
- Mansouri Ben Ali, membre du Cabinet royal du roi du Maroc.